# ダッソー メルキュール
ダッソー メルキュール
エールアンテールのダッソー メルキュール 100
（1980年 バーゼル・ミュールーズ空港）
- 用途：旅客機
- 分類：ナローボディ民間旅客機
- 製造者：ダッソー
- 運用者

  - エールアンテール
- 初飛行：1971年5月28日
- 生産数：12機
- 運用開始：1974年6月4日
- 退役：1995年4月29日
- 運用状況：全機退役

ダッソー メルキュール（Dassault Mercure）は、フランスの航空機メーカーであるダッソーが開発した双発ジェット旅客機である。メルキュールはフランス語で水星の意味。
米国のボーイング737と同じようなコンセプトで作られており外観もよく似ていたが、737よりも主翼が大きく胴体幅もわずかに広かった。短距離路線の市場を目指していたが、世界の航空会社の受注は中距離路線にも投入できる上に割安な737に集まったため、量産されたジェット旅客機のなかでも最少の12機の製造にとどまった。

## 概略

### 就航
ダッソーはボーイング737に対抗するため、140席クラスのジェット旅客機を計画し、フランス政府の援助により開発することになった。1969年6月に原寸模型がルブールジェ空港で公開され、1971年4月4日に、原型機メルキュール01がダッソーのボルドー工場をロールアウト、5月28日に初飛行した。01にはプラット・アンド・ホイットニーJT8D-11が2基装着されていた。1972年9月7日にはエンジンを量産型と同じプラット・アンド・ホイットニーJT8D-15に換装した原型2号機も飛行し、1973年7月19日に量産型も飛行した。
最初の量産型であるメルキュール100は、1974年6月4日にエールアンテールで就航したが、同社のパイロットからは「エールアンテールの戦闘機」とあだ名をつけられた。また同機は客室乗務員だけでなく操縦乗員まで全て女性によって飛行した最初の民間航空機となった。

### 失敗
ダッソー社では、純然たる短距離機であるメルキュールをシュド・カラベルとダグラスDC-9の後継機として宣伝しており、1980年代までに1,500機の販売を目論んでいたが、1970年代に襲ったオイルショックを含むいくつかの要因によって発生した不景気に加え、最大ペイロードでの航続距離がわずか400マイル（約640 Km）の短距離特化型のために潰しが効かず、高バイパス比のターボファンエンジン換装等のテコ入れ策も不発に終わったことが祟り、メルキュールの販売成績は原型機2機・量産型10機の生産という大失敗で終了した。
ダッソーでは、エンジンをCFM56に換装し、胴体を延長して190席クラスとするメルキュール200、航続距離を2,200 Kmに延長した140席クラスのメルキュール200Cの開発を計画したが、様々な経緯のため1974年にフランス政府からの補助金が打ち切られ、実現しなかった。なお、メルキュールが高バイパス比のターボファンエンジン換装が容易な構造だったのはこのプランの名残であり、競合機種であった737がその後に地上高の低い機体に力業で対応させたのとは対照的な仕様となっている。
また、注文が集まらずエールアンテールのみで運用されていたメルキュールは、1995年4月29日に最後の2機が引退したが、のべ360,000時間の飛行時間とおよそ440,000便で4400万人の乗客を運んだうえで、死亡事故ゼロの実績を残した。

## 要目
- 操縦乗員： 2～3
- 乗客： 150 （最大）

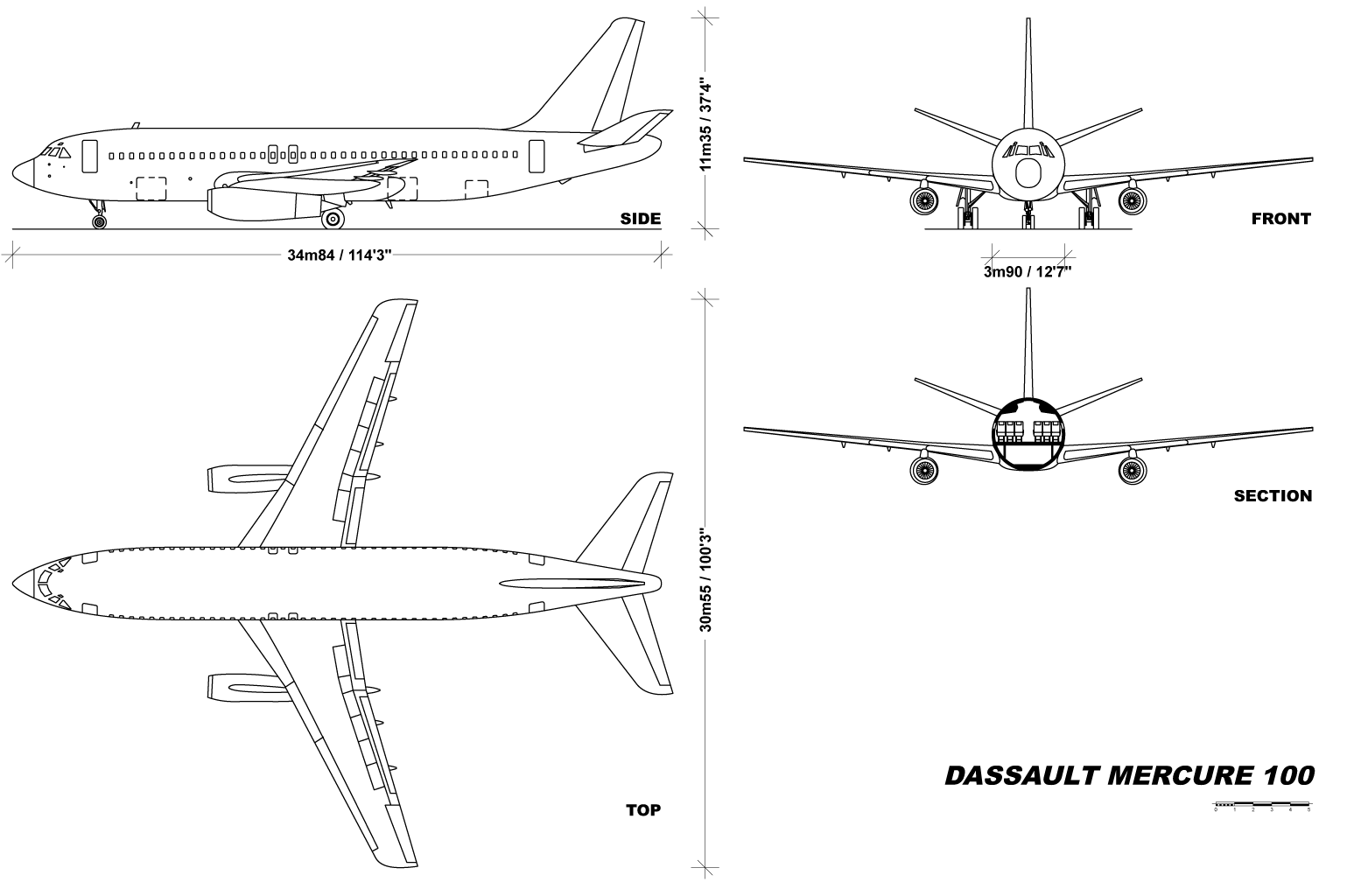
概略図

- 全長： 34.84 m (114 ft 3 in)
- 全幅： 30.55 m (100 ft 3 in)
- 高さ： 11.35 m (37 ft 4 in)
- 翼面積： 116 m2 (1,248 ft2)
- 機体重量： 31,800 kg (69,960 lb)
- 離陸最大重量： 56,500 kg (124,300 lb)
- エンジン： Pratt & Whitney JT8D-15 双発
- 推進力：7030 kg (15,000 lbf)X　2
- 最大速度： 925 km/h (578 mph)
- 巡航速度： 870 km/h (540 mph)
- 航続距離： 1700 km (1,056 miles)
- 最大上昇限界高度：12000m (39000 ft)
- 上昇率： 1,000 m/min (3,300 ft/min)
- 離陸距離： 2750 m (9,000 ft)
- 着陸距離： 1650 m (5,400 ft)

## 現存する機体
パリのル・ブルジェ航空宇宙博物館に1機現存している。